# Mistrzostwa Świata w Lekkoatletyce 2005 – skok wzwyż kobiet
Skok wzwyż kobiet – jedna z konkurencji rozgrywanych podczas lekkoatletycznych mistrzostw świata w 2005. Eliminacje odbyły się 6 sierpnia, a finał został rozegrany 8 sierpnia.
Do eliminacji zgłoszonych zostało 30 zawodniczek z 21 państw. Dwunastka lekkoatletek z najlepszymi wynikami w fazie eliminacji (lub tych, które osiągnęły rezultat co najmniej 1,93 m) awansowała do finałowej rywalizacji.
Zawody w tej konkurencji wygrała reprezentantka Szwecji Kajsa Bergqvist. Drugą pozycję zajęła zawodniczka ze Stanów Zjednoczonych Chaunté Howard, trzecią zaś reprezentująca Szwecję Emma Green.

## Wyniki

### Eliminacje
Grupa A
| Miejsce | Zawodniczka        | Państwo           | Wysokość (m) | Wysokość (m) | Wysokość (m) | Wysokość (m) | Wysokość (m) | Wynik końcowy | Uwagi |
| Miejsce | Zawodniczka        | Państwo           | 1,80         | 1,84         | 1,88         | 1,91         | 1,93         | Wynik końcowy | Uwagi |
| ------- | ------------------ | ----------------- | ------------ | ------------ | ------------ | ------------ | ------------ | ------------- | ----- |
| 1.      | Anna Cziczerowa    | Rosja             | O            | O            | O            | XXO          | O            | 1,93          |       |
| 2.      | Iryna Michałczenko | Ukraina           | O            | O            | XO           | XXO          | XO           | 1,93          |       |
| 2.      | Chaunté Howard     | Stany Zjednoczone | O            | XO           | XO           | XO           | XO           | 1,93          |       |
| 4.      | Emma Green         | Szwecja           |              | O            | O            | O            |              | 1,91          |       |
| 4.      | Iva Straková       | Czechy            | O            | O            | O            | O            | XXX          | 1,91          |       |
| 4.      | Wiktorija Stjopina | Ukraina           | O            | O            | O            | O            | XXX          | 1,91          |       |
| 7.      | Corinne Müller     | Szwajcaria        | O            | O            | XO           | XXO          | XXX          | 1,91          |       |
| 8.      | Mélanie Melfort    | Francja           | O            | O            | O            | XXX          |              | 1,88          |       |
| 8.      | Marta Mendía       | Hiszpania         | O            | O            | O            | XXX          |              | 1,88          |       |
| 10.     | Inna Gliznuca      | Mołdawia          | O            | O            | XXX          |              |              | 1,84          |       |
| 11.     | Caterine Ibarguen  | Kolumbia          | O            | XO           | XXX          |              |              | 1,84          |       |
| 12.     | Monica Iagăr       | Rumunia           | O            | XXO          | XXX          |              |              | 1,84          |       |
| 13.     | Hanna Grobler      | Finlandia         | O            | XXX          |              |              |              | 1,84          |       |
| –       | Tatjana Jefimienko | Kirgistan         | X            |              |              |              |              | NM            |       |
| –       | Jelena Slesarienko | Rosja             | DNS          | DNS          | DNS          | DNS          | DNS          | DNS           |       |

Grupa B
| Miejsce | Zawodniczka             | Państwo           | Wysokość (m) | Wysokość (m) | Wysokość (m) | Wysokość (m) | Wysokość (m) | Wynik końcowy | Uwagi |
| Miejsce | Zawodniczka             | Państwo           | 1,80         | 1,84         | 1,88         | 1,91         | 1,93         | Wynik końcowy | Uwagi |
| ------- | ----------------------- | ----------------- | ------------ | ------------ | ------------ | ------------ | ------------ | ------------- | ----- |
| 1.      | Wita Pałamar            | Ukraina           |              | O            | O            | O            | O            | 1,93          |       |
| 2.      | Tia Hellebaut           | Belgia            | O            | O            | O            | XO           | O            | 1,93          | SB    |
| 3.      | Kajsa Bergqvist         | Szwecja           |              | O            | O            | O            |              | 1,91          |       |
| 3.      | Dóra Gyõrffy            | Węgry             | O            | O            | O            | O            |              | 1,91          |       |
| 5.      | Wenelina Wenewa-Mateewa | Bułgaria          | O            | O            | O            | XO           | XXX          | 1,91          |       |
| 6.      | Amy Acuff               | Stany Zjednoczone | O            | XO           | O            | XO           | XXX          | 1,91          |       |
| 7.      | Oana Pantelimon         | Rumunia           | O            | O            | O            | XXO          | XXX          | 1,91          |       |
| 8.      | Erin Aldrich            | Stany Zjednoczone | O            | XO           | O            | XXX          |              | 1,88          |       |
| 9.      | Tatjana Kivimägi        | Rosja             | O            | O            | XO           | XXX          |              | 1,88          |       |
| 10.     | Ruth Beitia             | Hiszpania         | O            | O            | XXO          | XXX          |              | 1,88          |       |
| 10.     | Blanka Vlašić           | Chorwacja         | O            | O            | XXO          | XXX          |              | 1,88          |       |
| 12.     | Levern Spencer          | Saint Lucia       | XO           | O            | XXX          |              |              | 1,84          |       |
| 13.     | Romary Rifka            | Meksyk            | O            | XO           | XXX          |              |              | 1,84          | SB    |
| 14.     | Zheng Xingjuan          | Chiny             | XO           | XO           | XXX          |              |              | 1,84          |       |
| 15.     | Juana Arrendel          | Dominikana        | O            | XXX          |              |              |              | 1,80          |       |

### Finał
| Miejsce | Zawodniczka             | Państwo           | Wysokość (m) | Wysokość (m) | Wysokość (m) | Wysokość (m) | Wysokość (m) | Wysokość (m) | Wysokość (m) | Wysokość (m) | Wysokość (m) | Wynik końcowy | Uwagi |
| Miejsce | Zawodniczka             | Państwo           | 1,80         | 1,85         | 1,89         | 1,93         | 1,96         | 1,98         | 2,00         | 2,02         | 2,10         | Wynik końcowy | Uwagi |
| ------- | ----------------------- | ----------------- | ------------ | ------------ | ------------ | ------------ | ------------ | ------------ | ------------ | ------------ | ------------ | ------------- | ----- |
| 01 !    | Kajsa Bergqvist         | Szwecja           |              | O            | O            | O            | O            | O            | XO           | O            | XXX          | 2,02          | WL    |
| 02 !    | Chaunté Howard          | Stany Zjednoczone | O            | O            | O            | O            | XO           | XO           | XXO          | XXX          |              | 2,00          | PB    |
| 03 !    | Emma Green              | Szwecja           | O            | O            | O            | XO           | XO           | XXX          |              |              |              | 1,96          | PB    |
| 4.      | Anna Cziczerowa         | Rosja             | O            | O            | O            | O            | XXO          | XXX          |              |              |              | 1,96          |       |
| 5.      | Wita Palamar            | Ukraina           |              | O            | O            | O            | XXX          |              |              |              |              | 1,93          |       |
| 6.      | Tia Hellebaut           | Belgia            | O            | O            | XXO          | O            | XXX          |              |              |              |              | 1,93          | SB    |
| 7.      | Wiktorija Stjopina      | Ukraina           | O            | O            | O            | XXO          | XXX          |              |              |              |              | 1,93          | SB    |
| 8.      | Amy Acuff               | Stany Zjednoczone | O            | XO           | O            | XXX          |              |              |              |              |              | 1,89          |       |
| 9.      | Dóra Gyõrffy            | Węgry             | O            | O            | XXO          | XXX          |              |              |              |              |              | 1,89          |       |
| 10.     | Wenelina Wenewa-Mateewa | Bułgaria          | O            | O            | XXX          |              |              |              |              |              |              | 1,85          |       |
| 11.     | Iva Straková            | Czechy            | XO           | O            | XXX          |              |              |              |              |              |              | 1,85          |       |
| 12.     | Iryna Michałczenko      | Ukraina           | O            | XO           | XXX          |              |              |              |              |              |              | 1,85          |       |